# 学校法人青山学院
学校法人青山学院（がっこうほうじんあおやまがくいん）は、日本の学校法人。

## 概説

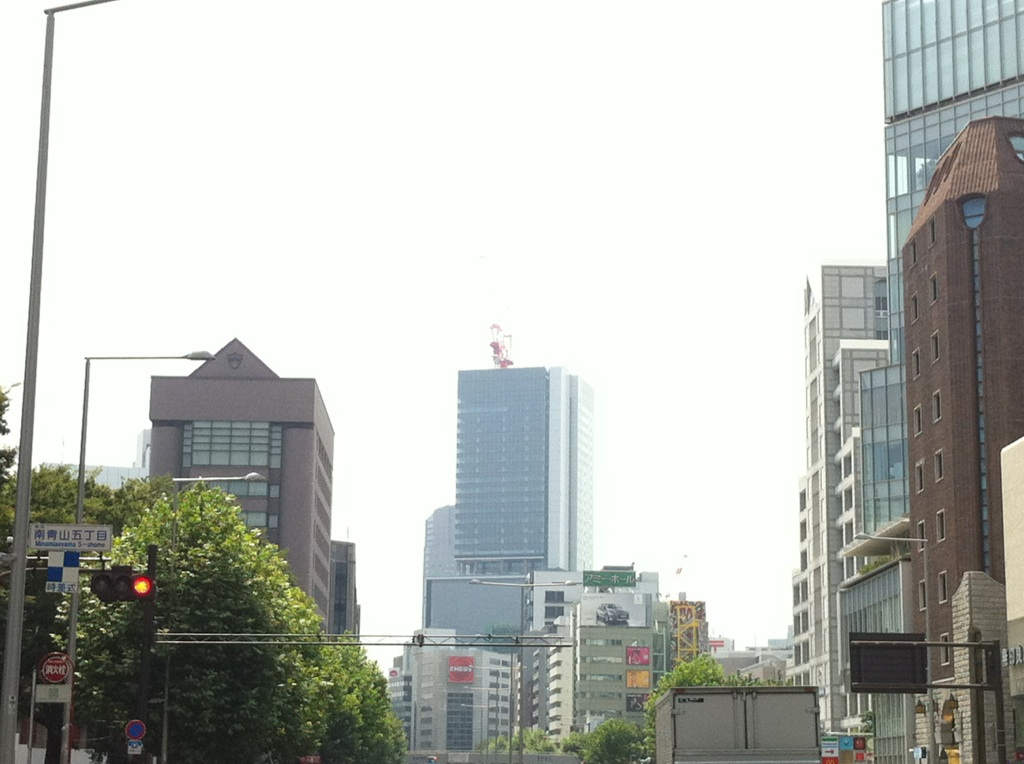
港区南青山五丁目から見た青山通り。右手に国連大学、左に青山学院大学、正面の高層ビル渋谷ヒカリエ

青山学院は、1874年（明治7年）にドーラ・E. スクーンメーカーによって東京市麻布新堀町に設立された女子小学校と、1878年（明治11年）にジュリアス・ソーパーによって京橋区築地1丁目に設立された耕教学舎、さらに1879年（明治12年）にロバート・S. マクレイによって横浜・山手地区に設立された美會神学校の3校を母体としている。
これら3校は、いずれも米国メソジスト監督教会から派遣された宣教師によって設立され、現在でも青山学院はキリスト教プロテスタント・メソジスト派のミッションスクールである。幼稚園から大学院までを擁する総合学園である。同学院は、2014年（平成26年）に創立140周年を迎えた。
毎年11月16日が創立記念日である。

### 校名の由来
現在の住所は渋谷区だが、青山学院の前身の東京英学校が築地から1883年に移転し東京英和学校となった当時は、周辺が「青山」と呼ばれる土地で、住所も東京府赤坂区青山南町七丁目であった（なお初等部の一部は元小松宮家の土地）。青山南町七丁目は1889年の市制町村制施行に伴い南豊島郡渋谷村（1909年町制施行、1932年東京市に編入され渋谷区となる）に編入、1928年に町名は緑岡町と変更され、1966年の住居表示実施に伴い現在の地名となった。
「英和」の名称は1880年代の欧化主義時代には魅力的な響きがあったが、国粋主義が台頭する中で反発もあり、より複雑な教育内容にも合致しなくなったため、青山の地名をとって「青山学院」と称することになった（命名者は本多庸一といわれている）。

## 沿革

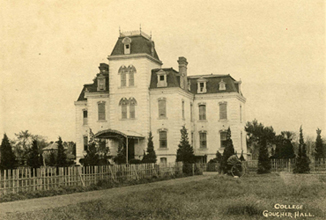
ガウチャーホール（1887年建設）、現存せず

- 1872年（明治05年） - 米国メソジスト監督教会、伝道局会議で日本伝道開始を決議[3]。
- 1873年（明治06年） - ロバート・S・マクレイらが来日し、日本宣教部を設立[4]。
- 1874年（明治07年）11月16日 - D.E.スクーンメーカーにより女子小学校が開校（創立記念日）。
- 1875年（明治08年） - 女子小学校が救世学校へ改称。
- 1877年（明治10年） - 救世学校が海岸女学校へ改称。
- 1878年（明治11年） - ジュリアス・ソーパーにより耕教学舎が開校。
- 1879年（明治12年） - マクレイにより美會神学校が開校。
- 1881年（明治14年） - 耕教学舎が東京英学校へ改称。
- 1882年（明治15年） - 美會神学校が東京英学校と合同。東京英学校、青山の開拓使農事試験場第二官園跡地[5]（約3万坪）を購入。
- 1883年（明治16年） - 東京英学校が東京英和学校へ改称。
- 1888年（明治21年） - 海岸女学校が東京英和学校の土地を40年の期限で借り、上級生のみを移行。東京英和女学校と改称（この時点では合同はしていない）。
- 1893年（明治26年） - 青山学院校友会が発足。海岸女学校幼稚園が開園。
- 1894年（明治27年） - 東京英和学校が青山学院と改称。神学部、普通部（高等普通学部・英語師範科・予備学部）を設置。東京英和女学校が海岸女学校として残っていた下級生を併合。
- 1895年（明治28年） - 東京英和女学校が青山女学院と改名。普通学部（高等科・予備科・普通科）、手芸部、幼稚園を置く。
- 1899年（明治32年） - 海岸女学校幼稚園が閉鎖。
- 1899年（明治32年） - 青山女学院手芸部は独立し、青山女子手芸学校となる。
- 1904年（明治37年） - 青山学院高等科・神学部・青山女学院英文専門科は専門学校の認可を受ける。
- 1918年（大正07年） - 連合キリスト教主義女子高等教育機関として東京女子大学の設立に協力するため、青山女学院が英文専門科を閉鎖し、実務科、家政科、裁縫研究科を新設。
- 1923年（大正12年） - 関東大震災により大講堂、高等学部（勝田館）、中学部、神学部の各校舎大破。
- 1927年（昭和02年） - 青山学院と青山女学院が合同し、神学部・高等学部・中学部・高等女学部（専攻科・本科）を設置。
- 1929年（昭和04年） - 高等女学部本科が高等女学部と改称。
- 1933年（昭和08年） - 高等女学部専攻科（家政科）は専門学校として認可され、女子専門部（家政科）と改称。
- 1935年（昭和10年） - 高等学部を文学部と高等商学部に改組し、文学部に英文科・英語師範科、高等商学部に商科を設置。
- 1937年（昭和12年） - 青山学院小学財団設立、青山学院緑岡小学校・同幼稚園を設置。

- 1941年（昭和16年） - 青山学院緑岡小学校を青山学院緑岡初等学校と改称。
- 1943年（昭和18年） - 神学部を閉鎖（男子部は日本東部神学校へ、女子部は日本女子神学校へ合流）[6]
- 1944年（昭和19年） - 青山学院緑岡幼稚園を閉鎖。専門部（文学部、高等商業学部）を閉鎖し、明治学院専門学校に合併。青山学院工業専門学校を開校。
- 1945年（昭和20年） - アメリカ軍による空襲で被災、学院建物の約7割を焼失
- 1946年（昭和21年） - 青山学院緑岡初等学校を青山学院初等部とする。青山学院女子専門学校（文科・外国語科・家政科・家事専修科）を設置。青山学院工業専門学校から青山学院専門学校と改称し、英文科・経済科・機械科・土木建築科を設置。東京農業大学常磐松キャンパス跡地を購入し、青山キャンパスを広げる。
- 1947年（昭和22年） - 前期中等教育を行う男女共学の中等部（3年制）を設置。
- 1948年（昭和23年） - 中学部を後期中等教育を行なう高等部とし、高等女学部を女子高等部とする。
- 1949年（昭和24年） - 青山学院大学（文学部(英米文学科・基督教学科)、商学部、工学部）の設置が認可される。
- 1950年（昭和25年） - 高等部に女子高等部を統合。青山学院女子短期大学が開校。
- 1951年（昭和26年） - 財団法人青山学院を学校法人青山学院に組織替え。
- 1961年（昭和36年） - 青山学院幼稚園を設置。
- 1986年（昭和61年） - 中高一貫の青山学院中等部・高等部を設置。
- 2009年（平成21年） - 学校法人横須賀学院と教育提携協定を締結[7]。
- 2018年（平成30年） - 横浜英和女学院中学高等学校を系属校とし、「青山学院横浜英和中学高等学校」と改称する。
- 2022年（令和4年） - 青山学院女子短期大学が閉学となる。

## 設置機関
- 青山学院大学
- 青山学院中等部・高等部
- 青山学院初等部
- 青山学院幼稚園

## 過去に設置していた機関
- 青山学院女子短期大学

## スクール・モットー
「地の塩、世の光」（マタイによる福音書 5章13〜16節）

## 校歌
- 校歌（作詞：大木金次郎/作曲：平岡精二 青山学院全体の校歌）
これが制定される前は青山学院の歌（作詞：豊田実/作曲：團伊玖磨）が歌われていた。

## 歴代院長
- 初代: ロバート・S・マクレイ (1883年 - 1887年)
- （総理心得）: アーヴィン・コレル (1888年 - 1890年)
- 第2代: 本多庸一 [8](1890年 - 1907年)
- （院長代理）: 小方仙之助 (1907年 - 1909年)
- 第3代: 小方仙之助 (1909年 - 1913年)
- 第4代: 高木壬太郎 (1913年 - 1921年)
- （院長事務取扱）: 石坂正信 (1921年)
- 第5代: 石坂正信 (1921年 - 1933年)
- 第6代: 阿部義宗 (1933年 -　1939年)
- （院長事務取扱）: 古坂嵓城 (1939年)
- 第7代: 笹森順造 (1939年 - 1943年)
- （院長事務取扱）: 国沢新兵衛 (1943年)
- 第8代: 小野徳三郎 (1943年 - 1945年)
- （院長事務取扱）: 古坂嵓城 (1945年 - 1946年)
- 第9代: 豊田實 (1946年 - 1955年)
- 第10代: 古坂嵓城 (1956年 - 1959年)
- 第11代: 大木金次郎 (1960年 - 1989年)
- （院長代行）: 西岡久雄 (1989年 - 1990年)
- 第12代: 深町正信 (1990年 - 2008年)
- （院長代行）: 半田正夫 (2008年 - 2010年)
- 第13代: 山北宣久 (2010年 - 2014年)
- 第14代: 梅津順一 (2014年 - 2018年)
- 第15代: 山本与志春（2018年 -　）

## 歴代理事長
- 初代: 小方仙之助 (1907年 - 1929年)
- 第2代: 鵜崎庚午郎 (1929年)
- 第3代: 平田平三 (1929年)
- 第4代: ギデオン・ドレーパー (1930年)
- 第5代: 赤澤元造 (1930年 - 1936年)
- 第6代: 吉岡誠明 (1936年 - 1937年)
- 第7代: 関根要八 (1937年 - 1939年)
- 第8代: 万代順四郎 (1939年 - 1943年)
- 第9代: 生江孝之 (1943年 - 1945年)
- 第10代: 万代順四郎 (1945年 - 1947年)
- 第11代: 真鍋頼一 (1947年 - 1971年)
- 第12代: 古坂嵓城 (1971年 - 1974年)
- （代行）: 大木金次郎 (1974年 - 1975年)
- 第13代: 大木金次郎 (1975年 - 1989年)
- （代行）: 羽坂勇司 (1989年 - 1990年)
- 第14代: 羽坂勇司 (1990年 - 2005年)
- 第15代: 松澤建 (2005年 - 2010年)
- 第16代: 半田正夫 (2010年 - 2012年)
- 第17代: 安藤孝四郎 (2012年 - 2015年)
- 第18代: 堀田宣彌 (2015年 - )

## 関連組織
- 日本メソヂスト教会
- 国際メソジスト関係学校協会

### 系属校・教育提携校
- 青山学院横浜英和中学校・高等学校、青山学院横浜英和小学校（横浜市南区）
- 青山学院大学系属浦和ルーテル学院小学校・中学校・高等学校（さいたま市緑区）
- 横須賀学院中学校・高等学校（神奈川県横須賀市）
- 静岡英和女学院中学校・高等学校（静岡市葵区）